# 隐瓣山莓草
隐瓣山莓草（学名：Sibbaldia procumbens var. aphanopetala）为蔷薇科山莓草属下山莓草的一个变种。

## 扩展阅读
- 維基物種上的相關：隐瓣山莓草